# Хрест «За вислугу років» (Пруссія)

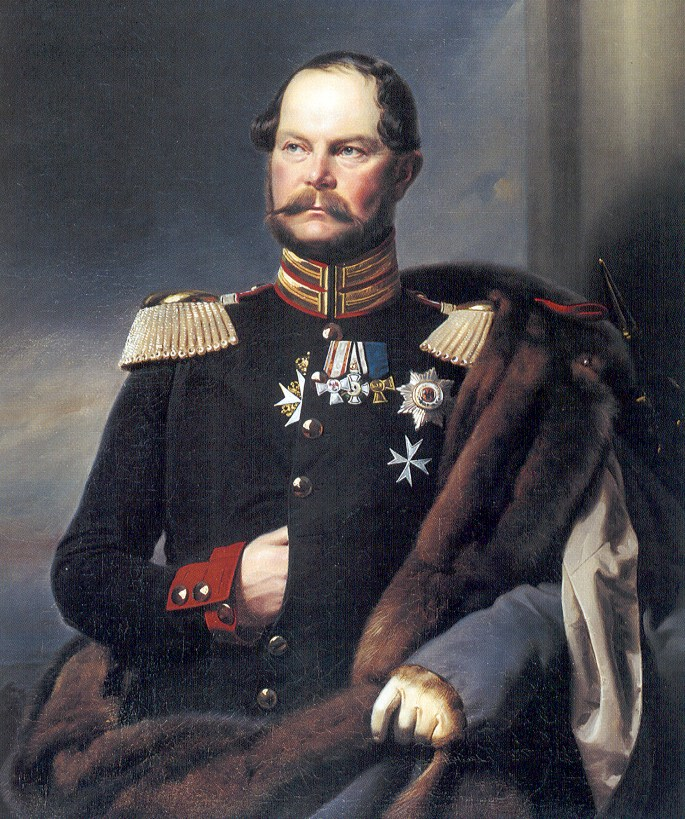
Принц Карл Прусський з хрестом (1852).

Прусський хрест за вислугу років для офіцерів (нім. Preußisches Dienstauszeichnungskreuz für Offiziere) — військова нагорода за двадцятип'ятилітню службу для офіцерів Прусської армії і Імператорського морського флоту. 

## Історія нагороди
Знак за двадцятип'ятилітню вислугу для офіцерів прусської армії заснований 18 червня 1825 року королем Пруссії Фрідріхом-Вільгельмом III в день десятирічного ювілею перемоги військ антинаполеонівської коаліції над армією Наполеона I в Битві при Ватерлоо. 
З моменту заснування і аж до початку Першої світової війни хрест вручався виключно офіцерам. У 1915 році статут нагороди був змінений і хрест могли отримати військові чиновники і унтер-офіцери у званні від фельдфебеля і вище, хоча з початком Першої світової війни вручення хрестів було призупинено.
Після закінчення війни практику нагородження хрестом ненадовго відновили, в результаті чого нагороди вручалися аж до 1 лютого 1920 року.

## Статут нагороди
Щоб отримати нагороду, необхідно було відслужити офіцером в армії або на флоті протягом 25 календарних років.
Підрахунок вислуги для прусських військовослужбовців:
- Дійсна військова служба в армії і на флоті в мирний час на території Пруссії вважалася календарною без будь-яких пільг.
- До початку Першої світової війни участь у війні, яку вела Пруссія, зараховувалась пільгово (один місяць прирівнювався до двох).
- Аналогічним чином вираховувався термін служби в заморських колоніях (наприклад, в Німецькій Південно-Західній Африці), а також для екіпажів кораблів, які несли службу за межами територіальних вод Німеччини.
- Після початку Першоїх світової розрахунок вислуги ускладнився і, хоча він також подвоювався, можливість отримання нагороди залежала від статусу військовослужбовця (кадровий військовий, призовник, доброволець).

## Порядок носіння
Хрест носився на лівій стороні грудей на шовковій стрічці синього кольору в групі з іншими нагородами.

## Зовнішній вигляд
Знак виконаний у формі чотирьохпроменевого хреста з потрійним бортиком і центральним круглим медальйоном.
На аверсі розташований увінчаний королівською короною вензель Фрідріха Вільгельма III (заголовні готичні літери «FW» і римська «III»)
На реверсі — римська цифра «XXV», що позначала 25 років служби.
Стрічка шовкова, синього (волошковий) кольору.

## Різновиди
Відомі п'ять основних типів хреста, що розрізняються розмірами, деталями дизайну і металом, з якого вони виготовлялися.
- Хрест зразка 1825 року розміром приблизно 37х37 мм і вагою 14,4 грам виготовлявся з позолоченої міді. Промені хреста були полірованими, на торці між верхнім і правим променями присутні клеймо «Hossauer» офіційного виробника - берлінської фірми Йоганна Георга Госсауера. Кільце для кріплення стрічки — подвійне скручене, «вушко» виконано в тій же площині, що і сам хрест.
- Хрест зразка 1840 року відрізнявся від вищеописаного розміром (приблизно 36,5х36,5 мм), вагою (12 грам) і «вухом» для кріплення кільця, яке знаходилося в площині, перпендикулярній хреста.
- Хрест зразка 1860 року розміром приблизно 37,5х37,5 мм і вагою 13,5 грам також виготовлявся з позолоченої міді. Промені хреста, однак, мали зернисту поверхню, а клеймо виробника могло бути присутніми на нижньому промені. Відмінною особливістю була точка після літери «W» в королівському вензелі на аверсі ( «F.W.»).
- Хрест зразка 1870 року розміром приблизно 39х39 мм і вагою близько 18,5 грам виготовлявся з позолоченої бронзи. Промені хреста мали зернисту поверхню, клеймо виробника могло бути присутнім на нижньому промені.
- Хрест зразка 1917 року у економічних міркувань виготовлявся з т.зв. воєнного металу, тобто цинку з наступною позолотою.

З урахуванням майже столітнього періоду виробництва хреста офіційними і приватними фірмами існують і інші незначні відмінності в дизайні, наприклад, в зображенні цифри «III» в королівському вензелі і формі прусської корони.